# Військовий траулер
Військовий траулер — це судно, побудоване як рибальський траулер, але, переобладнане для військово-морських сил. Військові траулери широко використовували під час Першої і Другої світових воєн. Рибальські траулери мали чимало важливих для військових характеристик, оскільки це були надійні судна, призначені для роботи з важкими тралами в будь-яку погоду, та мали простору робочу палубу. Їх легко можна було модифікувати у тральщик, просто замінивши сіті на мінний трал. Оснащення сонарами, глибинними бомбами та гарматами перетворювало траулери у кораблі протичовнової оборони.

## Історія
Військові траулери також використовували для захисту флотилій рибалок від ворожих літаків або підводних човнів.

Під час Другої Світової військові траулери використовували як флоти антигітлерівської коаліції, так і їх противники — Німеччина, Японія та Румунія, а також нейтральна Португалія. 
Ближче до сучасності, під час Фолклендської війни 1982 року, Королівський флот найняв флотилію з п'яти траулерів з Кінгстон-апон-Галл, які були наспіх переобладнані на тральщики, оскільки наявні тоді на озброєнні тральщики типу Ton були визнані непридатними для тривалої подорожі у південну Атлантику. Хоча мобілізовані тральщики переважно виконували завдання допоміжних військових суден, після капітуляції аргентинських сил, їм вдалося знешкодити 10 з 21 морської міни, які були закладені в гавані  Порт-Стенлі (решту мін через неправильне встановлення зірвало з кріплень).

## Сучасність
Деякі держави досі використовують військові траулери для захисту рибальства та патрулювання. ВМС Індії використовували військові траулери для патронування на час участі Індії у громадянській війні на Шрі-Ланці. Північна Корея відома широким застосуванням траулерів, як розвідувальних кораблів. Озброєні траулери використовували й сомалійські пірати для нападів на торгові судна поблизу Африканського Рогу. 1 квітня 2010 року один піратський траулер був потоплений, а інший був захоплений фрегатами ВМС США та береговою охороною Сейшел.